# W85 (кулемет)

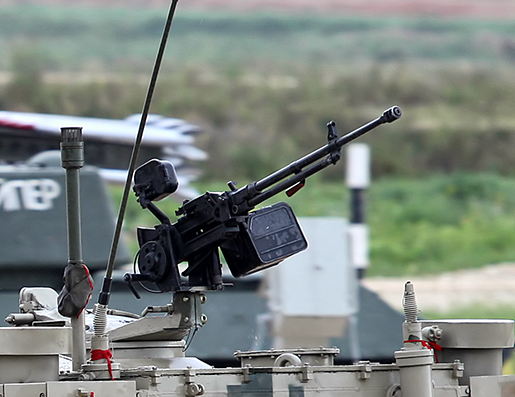
QJC-88

W85 —  китайський великокаліберний кулемет під набій 12,7×108 мм . Є копією радянського кулемета ДШК. Танковий варіант W85 називається QJC-88.
W85 ніколи не був прийнятий на озброєння НВАК у своїй оригінальній конфігурації, лише в модифікації QJC-88. Виробляється з 1985 року.

## Оператори
- КНР [2]
- Камбоджа [3]
- Малі
- Судан  — виробляється за ліцензією.[4]
- Україна  — можливо перехоплена іранська поставка хуситам, передана Україні[5].